# Bartine Burkett
Bartine Burkett, née le 9 février 1898 à Robeline (Louisiane) aux États-Unis, est une actrice américaine du cinéma muet puis du cinéma sonore américain et de la télévision,. Elle utilise également les pseudonymes de Bartine MacDonnald, Bartine Burkette et Bardine Burkett et est parfois créditée en tant qu'acteur homme, sous le nom de Barton Burkett.

## Biographie
Elle grandit à Shreveport en Louisiane, puis s'installe à Los Angeles, avec sa famille, en 1914. 
Elle commence sa carrière en 1917, « parce qu'elle ne savait pas quoi faire d'autre ». Elle se présente au Lasky Studio (en), car elle sait que c'est là que travaille Douglas Fairbanks et sa femme Mary Pickford. Au directeur de casting, elle explique qu'elle veut faire du cinéma, car elle doit travailler et c'est tout ce qui l'intéresse. Au cours de sa carrière, elle est amenée à tourner avec Buster Keaton, Roscoe Arbuckle, Al St. John et Stan Laurel.
Elle arrête sa carrière, en 1928, en raison de son mariage avec Ralph Zane et la reprend, à la suite des encouragements de ses amis,, à la mort de son mari, en 1975 à la télévision puis au cinéma.
Durant la période où elle arrête le cinéma, elle travaille  avec sa mère dans une boutique de costumes, sur Hollywood Boulevard, fournissant des vêtements à bon nombre de ses anciens collègues. Durant la Seconde Guerre mondiale, elle travaille bénévolement à l'hôpital de Birmingham à Van Nuys. Elle est également bénévole au Childrens Hospital de Los Angeles.
Elle meurt, âgée de 96 ans, à Burbank (Californie), le 20 mai 1994 et est enterrée au cimetière Forest Lawn Memorial Park (Hollywood Hills).

## Filmographie
La filmographie de Bartine Burkett, comprend les films suivants, :
- 1917 : The Magic Jazz-Bo
- 1917 : The Girl and the Ring
- 1917 : The Forest Nymph
- 1918 : Phoney Photos
- 1918 : Hello Trouble (en)
- 1918 : The Geaser of Berlin
- 1918 : A Clean Sweep
- 1918 : Bad News
- 1918 : Home, James
- 1918 : Mum's the Word
- 1918 : Hickory Hiram
- 1918 : Mum's the Word
- 1919 : Back to Nature Girls
- 1919 : Wild Waves and Women
- 1919 : Hearts in Hock (en)
- 1920 : A City Sparrow
- 1920 : Cutting Out His Vacation
- 1920 : The Belle and the Bill
- 1920 : Fix It for Me
- 1920 : Ringing His Belle
- 1920 : Her Night Out
- 1920 : Who's Crazy Now
- 1920 : The Nuisance
- 1920 : Cards and Cupid
- 1920 : Thru the Keyhole
- 1920 : His Mis-Step
- 1920 : Kid-ing the Landlord
- 1920 : Over the Ocean Waves
- 1920 : L'Eau qui dort
- 1920 : All for the Dough Bag
- 1920 : The Aero-Nut (en)
- 1921 : Playing Possum
- 1921 : The Nervy Dentist
- 1921 : Mama's Cowpuncher
- 1921 : High Life
- 1921 : Stealin' Home
- 1921 : Malec champion de tir
- 1921 : High & Dry
- 1921 : His Fearful Finish
- 1922 : Ten Seconds
- 1922 : Don't Write Letters
- 1922 : Red Hot Rivals
- 1922 : I Can Explain
- 1922 : Table Steaks
- 1922 : The Straphanger
- 1923 : A Fool for Luck
- 1924 : A Family Row
- 1924 : Larmes de clown
- 1924 : Sahara Blues
- 1924 : Cornered
- 1924 : A Lofty Marriage
- 1924 : Pretty Plungers
- 1925 : Le Lit d'or
- 1925 : Les Fiancées en folie (Seven Chances) de Buster Keaton
- 1925 : Itching for Revenge
- 1925 : Le ciné-roman de Picratt (en)
- 1925 : Dry Up
- 1925 : The Live Agent
- 1926 : Why George!
- 1926 : Her Ambition
- 1973 : Adam-12 (série télévisée)
- 1973 : Temperatures Rising (série télévisée)
- 1975 : Deux cent dollars plus les frais (série télévisée)
- 1977 : The Mary Tyler Moore Show (série télévisée)
- 1980 : Galaxina
- 1981 : Max et le Diable
- 1982 : No soap (No soap, radio) (série télévisée)
- 1983 : Transports en commun (téléfilm)
- 1984 : Alice (série télévisée)

## Galerie

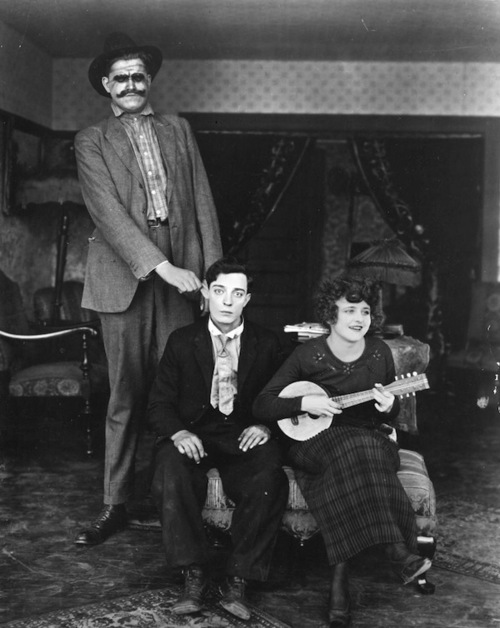
B. Pickett, Buster Keaton et Bartine Burkett dans le film Malec champion de tir (1921).
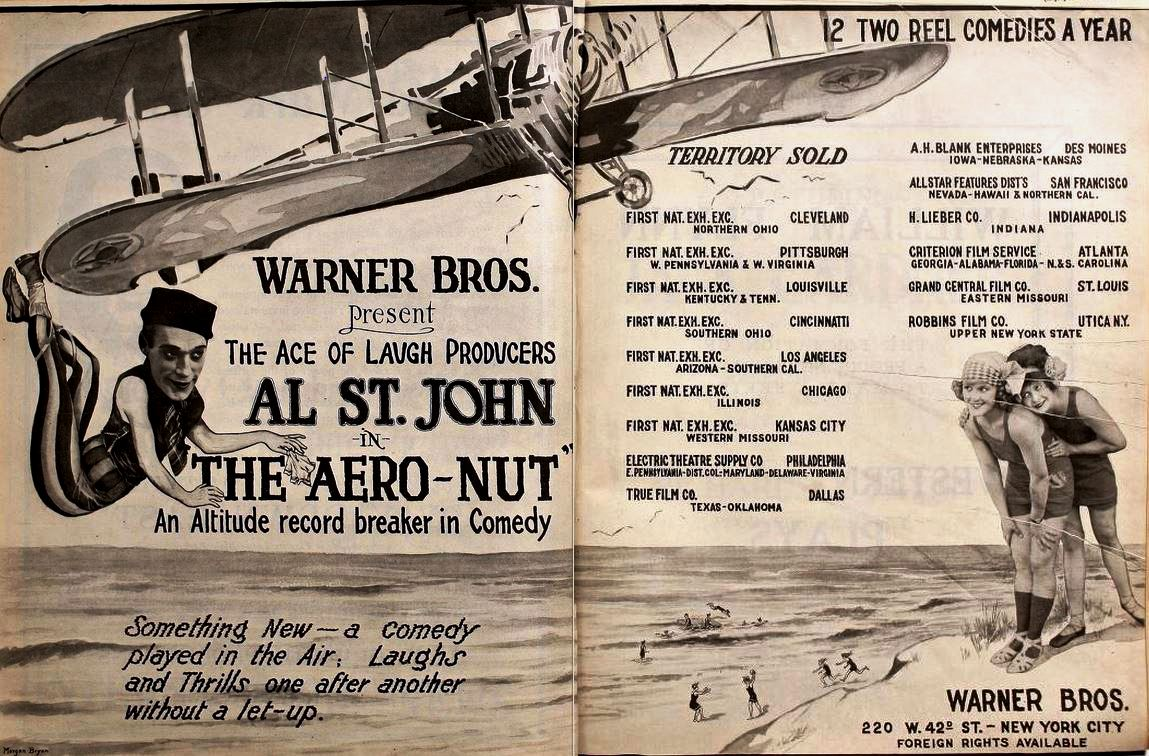
Publicité pour le film The Aero-Nut (en) (1920), avec Al St. John et Bartine Burkett.